# Niebo w płomieniach
Niebo w płomieniach – powieść Jana Parandowskiego wydana w 1936.
Powieść, zawierająca elementy autobiograficzne, przedstawia historię dojrzewania ucznia gimnazjum w galicyjskim Lwowie. Ukazany jest proces utraty wiary w Boga u dorastającego chłopca, rodzące się wątpliwości, własne przemyślenia. Równolegle toczy się wątek pierwszej miłości do koleżanki i pierwszych doświadczeń seksualnych. Powieść kończy się w przededniu wybuchu I wojny światowej. Książka była wielokrotnie wznawiana i tłumaczona na języki obce.